# Apospasta nigerrima
Apospasta nigerrima is een vlinder uit de familie uilen (Noctuidae). De wetenschappelijke naam van deze soort is voor het eerst geldig gepubliceerd in 1973 door Laporte.
De soort komt voor in tropisch Afrika.